# Jiří Dopita
Temple de la renommée du hockey tchèque :
Jiří Dopita (né le 2 décembre 1968 à Šumperk en Tchécoslovaquie, aujourd'hui ville de République tchèque) est un joueur professionnel de hockey sur glace.

## Carrière en club

### Ses débuts
Il commence sa carrière en jouant au sein du HC Dukla Jihlava dans le championnat de tchécoslovaquie en 1989. À l'issue de cette saison, il rejoint le TJ DS Olomouc nouvellement intégré dans la ligue.
En 1992, il participe au repêchage d'entrée dans la Ligue nationale de hockey et n'est choisi qu'en sixième ronde (133e choix) par les Bruins de Boston. Finalement, il ne jouera jamais pour l'équipe préférant rester avec le club de son pays.
Il y joue deux saisons complète puis quitte le club avant la fin de la saison 1992-93 pour rejoindre l'Allemagne, sa 1. Bundesliga et l'équipe du EHC Eisbären Berlin e.V.. Lors de la saison suivante, les Eisbären ne participent pas à la course aux séries éliminatoires et Dopita vient aider son ancienne équipe, tout juste qualifiée pour les séries (septième place) de la première saison de l'Extraliga.
Avec 7 aides et 4 buts, Dopita aide grandement Olomouc à écarter tour à tour les équipes du HC České Budějovice (en trois matchs nets), du HC Kladno, premiers à l'issue de la saison régulière et vainqueurs des deux premiers matchs de la demi-finale et celle du HC Pardubice en finale. L'équipe remporte alors le premier titre de la nouvelle Extraliga tchèque et il est élu meilleur joueur des séries (MVP).

### Les succès avec Vsetín
La saison suivante, il retourne jouer une nouvelle saison en Allemagne mais les séries sont encore une fois ratée et il décide de retourner dans son pays la saison suivante pour l'équipe du HC Vsetín avec qui il remporte de nouveaux titres de champion en 1996, 1997, 1998, 1999 et 2001.
Entre-temps, il participe une nouvelle fois au repêchage en 1998 et est choisi en cinquième ronde par les Islanders de New York.
En 2000, l'équipe rate le titre mais Dopita est tout de même désigné meilleur buteur de l'Extraliga avec 30 réalisations. Lors de la saison 2000-01, il reçoit un grand nombre de trophées :
- meilleur différentiel +/- de la ligue sur la saison (+34) et les séries (+12)
- meilleur buteur des séries (8)
- meilleur passeur des séries (13)
- meilleur joueur des séries[2],[3]

Il reçoit également la Crosse d'Or du meilleur joueur tchèque de l'année (toutes compétitions confondues).

### L'échec dans la LNH
À la suite de cette énorme saison, le capitaine du HC Vsetín rejoint l'Amérique du Nord, les Flyers de Philadelphie et son ancien coéquipier, Roman Čechmánek. Il joue pour les Flyers uniquement la saison 2001-2002 mais fait tout de même parler de lui en marquant en janvier 4 buts au cours de la même partie contre les Thrashers d'Atlanta. Malheureusement, à la suite d'une blessure au genou, il ne joue qu'une cinquantaine de matchs dans la saison et rejoint pour la saison suivante les Oilers d'Edmonton. Encore une fois, cela ne se passe pas aussi bien que prévu, il ne joue que 21 matchs dans la saison avec seulement 6 points et il décide de rentrer dans son pays pour la saison suivante.

### Le retour au pays
Il joue une nouvelle fois avec le HC Olomouc qui évolue alors en 2.liga après les ventes passées des licences pour les divisions supérieures. Il aide son équipe à remonter en 1.liga mais quitte le club tout de même la saison suivante pour jouer en Extraliga. Il signe alors pour le HC Moeller Pardubice et au bout de sa seconde saison avec Pardubice, il remporte un nouveau titre de champion de République tchèque, son septième titre. En 2005, il signe avec le club de HC Znojemští Orli.
Le 5 mai 2006, il devient l'actionnaire majoritaire du HC Olomouc.
En 2009 il rejoint Le HC Kometa Brno de retour en Extraliga.

### Trophées et honneurs personnels
Extraliga tchèque
- champion en 1994, 1996, 1997, 1998, 1999, 2001 et 2005.
- 1994 - meilleur joueur des séries.
- 2000 - meilleur buteur de la saison.
- 2001 - meilleure différence +/- de la ligue sur la saison, les séries (+12), meilleur buteur et passeur des séries et meilleur joueur des séries

Ligue nationale de hockey
- Repêché en 1992 par les Bruins de Boston 6e ronde et 133e choix.
- Repêché en 1998 par les Islanders de New York 5e ronde et 123e choix.

En 2001, il reçoit également la Crosse d'Or du meilleur joueur tchèque de l'année (toutes compétitions confondues).

## Statistiques
| Saison    | Équipe                 | Ligue         |    | Saison régulière | Saison régulière | Saison régulière | Saison régulière | Saison régulière |    | Séries éliminatoires | Séries éliminatoires | Séries éliminatoires | Séries éliminatoires | Séries éliminatoires |
| Saison    | Équipe                 | Ligue         | PJ | B                | A                | Pts              | Pun              | PJ               | B  | A                    | Pts                  | Pun                  |                      |                      |
| 1989-1990 | HC Dukla Jihlava       | 1.liga tch.   | 5  | 1                | 2                | 3                | 0                |                  |    |                      |                      |                      |                      |                      |
| 1990-1991 | TJ DS Olomouc          | 1.liga tch.   | 42 | 11               | 13               | 24               | 26               |                  |    |                      |                      |                      |                      |                      |
| 1991-1992 | TJ DS Olomouc          | 1.liga tch.   | 38 | 22               | 19               | 41               | 28               | 3                | 1  | 4                    | 5                    | 0                    |                      |                      |
| 1992-1993 | TJ DS Olomouc          | 1.liga tch.   | 28 | 12               | 17               | 29               | 16               |                  |    |                      |                      |                      |                      |                      |
| 1992-1993 | Eisbären Berlin        | 1. Bundesliga | 11 | 7                | 8                | 15               | 49               |                  |    |                      |                      |                      |                      |                      |
| 1993-1994 | Eisbären Berlin        | 1. Bundesliga | 42 | 23               | 21               | 44               | 52               |                  |    |                      |                      |                      |                      |                      |
| 1993-1994 | HC Olomouc             | Extraliga     |    |                  |                  |                  |                  | 12               | 4  | 7                    | 11                   |                      |                      |                      |
| 1994-1995 | Eisbären Berlin        | DEL           | 42 | 28               | 40               | 68               | 55               |                  |    |                      |                      |                      |                      |                      |
| 1995-1996 | HC Vsetín              | Extraliga     | 38 | 19               | 20               | 39               | 20               | 13               | 9  | 11                   | 20                   | 10                   |                      |                      |
| 1996-1997 | HC Vsetín              | Extraliga     | 52 | 30               | 31               | 61               | 55               | 10               | 7  | 4                    | 11                   | 22                   |                      |                      |
| 1997-98   | HC Vsetín              | EHL           | 6  | 2                | 4                | 6                | 4                | 4                | 2  | 2                    | 4                    | 4                    |                      |                      |
| 1997-1998 | HC Vsetín              | Extraliga     | 50 | 21               | 34               | 55               | 64               | 10               | 12 | 6                    | 18                   | 4                    |                      |                      |
| 1998-1999 | HC Vsetín              | Extraliga     | 50 | 19               | 32               | 51               | 43               | 12               | 1  | 6                    | 7                    | 6                    |                      |                      |
| 1999-2000 | HC Vsetín              | Extraliga     | 49 | 30               | 29               | 59               | 85               | 9                | 0  | 4                    | 4                    | 6                    |                      |                      |
| 2000-2001 | HC Vsetín              | Extraliga     | 46 | 19               | 31               | 50               | 53               | 14               | 8  | 13                   | 21                   | 18                   |                      |                      |
| 2001-2002 | Flyers de Philadelphie | LNH           | 52 | 11               | 16               | 27               | 8                |                  |    |                      |                      |                      |                      |                      |
| 2002-2003 | Oilers d'Edmonton      | LNH           | 21 | 1                | 5                | 6                | 11               |                  |    |                      |                      |                      |                      |                      |
| 2002-2003 | HC Olomouc             | 2.liga        |    |                  |                  |                  |                  |                  |    |                      |                      |                      |                      |                      |
| 2003-2004 | HC Moeller Pardubice   | Extraliga     | 47 | 20               | 28               | 48               | 44               | 7                | 1  | 9                    | 10                   | 4                    |                      |                      |
| 2004-2005 | HC Moeller Pardubice   | Extraliga     | 44 | 4                | 23               | 27               | 12               | 16               | 2  | 3                    | 5                    | 18                   |                      |                      |
| 2005-2006 | HC Znojemští Orli      | Extraliga     | 43 | 9                | 14               | 23               | 26               | 11               | 4  | 4                    | 8                    | 4                    |                      |                      |
| 2006-2007 | HC Znojemští Orli      | Extraliga     | 48 | 14               | 14               | 28               | 62               | 10               | 2  | 2                    | 4                    | 26                   |                      |                      |
| 2007-2008 | HC Znojemští Orli      | Extraliga     | 42 | 14               | 16               | 30               | 18               | 3                | 0  | 1                    | 1                    | 2                    |                      |                      |
| 2008-2009 | HC Znojemští Orli      | Extraliga     | 40 | 10               | 21               | 31               | 16               |                  |    |                      |                      |                      |                      |                      |
| 2009-2010 | HC Kometa Brno         | Extraliga     | 51 | 20               | 21               | 41               | 10               |                  |    |                      |                      |                      |                      |                      |
| 2010-2011 | HC Kometa Brno         | Extraliga     | 26 | 3                | 4                | 7                | 0                |                  |    |                      |                      |                      |                      |                      |
| 2011-2012 | HC Olomouc             | 1.liga        | 32 | 8                | 14               | 22               | 22               | 14               | 1  | 5                    | 6                    | 12                   |                      |                      |
| 2012-2013 | HC Olomouc             | 1.liga        | 7  | 1                | 3                | 4                | 2                | 4                | 0  | 1                    | 1                    | 4                    |                      |                      |

## Carrière internationale
Il représente la République tchèque pour la première fois à l'occasion du championnat du monde 1994 (septième place).
Il joue par la suite les compétitions internationales suivantes : 
- 1995 - 4e place
- 1996 -  Médaille d'or
- 1997 -  Médaille de bronze
- 2000 -  Médaille d'or
- 2001 -  Médaille d'or
- 2004 - 5e place

Jeux olympiques d'hiver
- 1998 -  Médaille d'or
- 2002 - 5e place

Coupe du monde de hockey
- 1996 - non qualifiés pour les éliminatoires
- 2004 - élimination en demi-finale